# Arningsche Tinktur
Arning'sche Tinktur, auch Arning'sche Lösung (lat. solutio Arning) genannt, ist eine ethanolisch-etherische Lösung von Anthrarobin (1,2,10-Trihydroxy-Anthracen) und Ichthyol zur Behandlung schwer abheilender bzw. chronischer Hautentzündungen (Ekzeme), von Pilzerkrankungen der Haut, Schuppenflechte u. ä., benannt nach dem deutsch-englischen Dermatologen
Eduard Arning (1855–1936), der sie im Jahre 1901 erfand.
Arning'sche Lösung ist aufgrund ihres hohen Gehalts an Diethylether sehr feuergefährlich und auch nur schwer zu lagern: Zusammen mit Luftsauerstoff bilden sich bei Lichtzutritt leicht explosive Ether-Peroxide, weshalb Arningsche Lösung zum einen (wie auch Diethylether selbst) stets in dunklen Flaschen aufbewahrt werden sollte, zum anderen für gewöhnlich erst bei Vorlage eines diesbezüglichen Rezepts vom Apotheker angefertigt wird.
Im Jahre 2001 wurde Arning'sche Lösung aus verschiedenen Gründen aus dem Neuen Rezeptur-Formularium (NRF) gestrichen.

## Zusammensetzung
- Anthrarobin (85 %): 3 Gewichtsteile
- Ichthyol: 6 Gewichtsteile
- Glycerin 85 %: 6 Gewichtsteile
- Polysorbat 20: 10 Gewichtsteile
- Ethanol (96 Vol-%): 35 Gewichtsteile
- Ether: 40 Gewichtsteile[3]